# Emily Hart
Emily Anne Hart (2 de mayo de 1986) es una actriz y actriz de voz estadounidense. Es la hermana menor de la actriz Melissa Joan Hart. Es más conocida por sus papeles como Sabrina Spellman en Sabrina: The Animated Series y Amanda Wiccan en Sabrina the Teenage Witch.

## Biografía
Hart es la hija de la productora de televisión Paula Hart y de William Hart, un hombre de negocios. Tiene seis hermanas (tres de las cuales son medio-hermanas) y un hermano. Su padrastro (desde 1994) es el ejecutivo de televisión Leslie Gilliams.
Sus hermanos mayores Melissa, Trisha Hart, Elizabeth Hart y Brian Hart han estado todos en el mundo del espectáculo a diversos niveles, al igual que sus medio-hermanas más jóvenes Alexandra Gilliams, Samantha Gilliams y Mackenzie Hart.
Hart empezó a actuar influenciada por su hermana mayor Melissa.
En 1998, ganó un premio Young Artist por su papel en la película para televisión The Right Connections. También fue nominada ese año por una aparición como invitada en la serie Sabrina, the Teenage Witch, protagonizada por su hermana Melissa Joan Hart. Un episodio posterior de la serie, titulado "Witchright Hall", servía como piloto para una serie spin-off protagonizada por Hart como Amanda, la prima joven de Sabrina, pero la serie no fue escogida por Warner Bros.
En 1999, Hart fue elegida para el elenco de Sabrina: The Animated Series, que coprotagonizó con su hermana mayor Melissa, quien puso voz a las tías de Sabrina, Hilda y Zelda Spellman. Por esto fue nominada para los premios Young Artist de 2000 y 2001, ganando el segundo de los dos. También en 2001, Hart interpretó a una Shirley Temple adolescente en la película para televisión Child Star: The Story of Shirley Temple.
En 2003, ganó otro premio Young Artist por su aparición invitada en la serie Sabrina, the Teenage Witch.
En 2005, Hart protagonizó en un cortometraje de 15 minutos titulado Mute, dirigido por su hermana mayor Melissa. Hart interpretó a York en la película de terror de 2009/2010 Nine Dead, en la cual también aparecía su hermana mayor Melissa. En 2011, Hart dejó de actuar debido a una rotura esplénica atraumática. En 2016, narró el audiolibro Things I Can't Explain: A Clarissa Novel.